# قسم الطوارئ
قسم الطوارئ أو قسم الحوادث والطوارئ (ER)، هو قسم معالجة طبية في المستشفيات للحالات السريعة التي لا يمكن أن تنتظر أي دور، حيث يتم استدعاء طبيب الطوارئ فيقوم بدوره بعمل الاسعافات اللازمة كإيقاف النزيف إذا كان المريض ينزف، ثم يحدد الطبيب المختص الذي يتم استدعائه لمعالحة الحال. أغلب الحالات التي تأتي إلى قسم الطوارئ تكون من حوادث السير أو الحالات القادمة بسيارة الإسعاف.

## في المملكة المتحدة

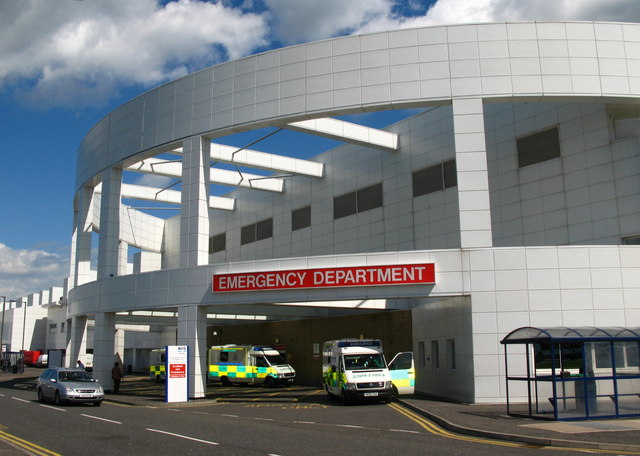
قسم طوارئ مستشفى إدنبرة الملكي

## معرض صور

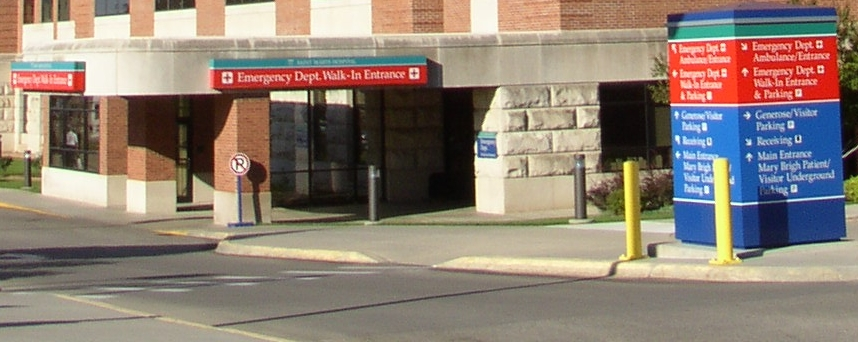
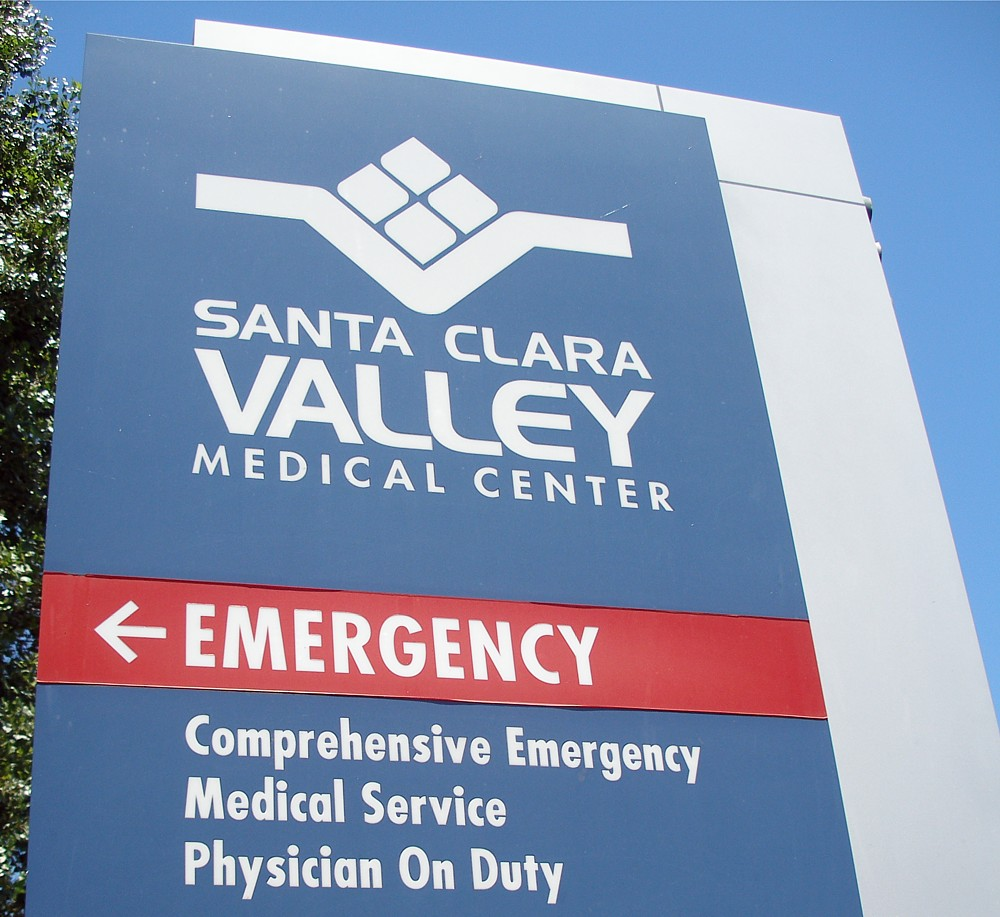
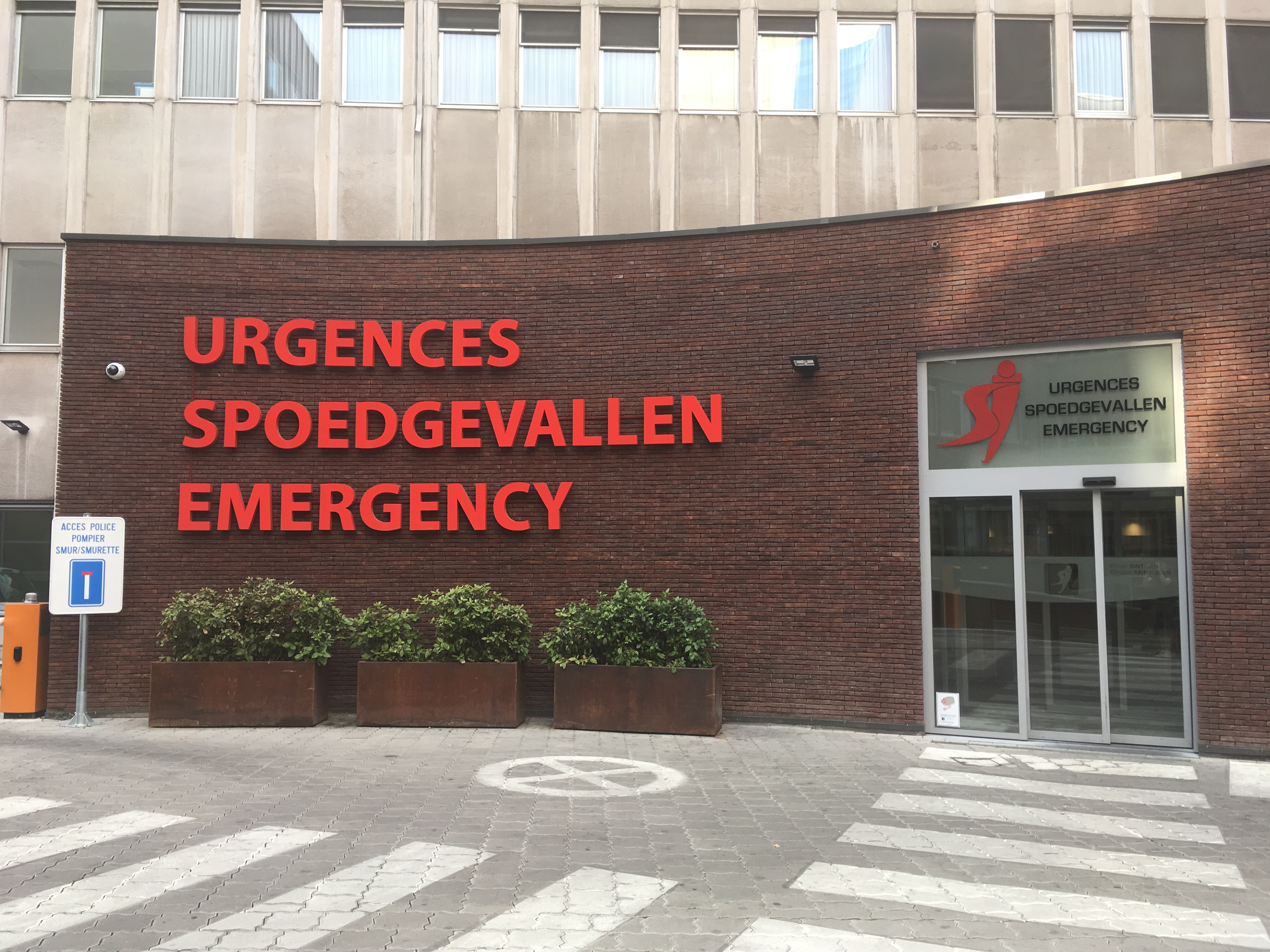